# 원스 어폰 어 타임 (2008년 영화)
《원스 어폰 어 타임》(Once Upon a Time)는 2008년 개봉한 대한민국의 액션 코미디 영화이다.

## 줄거리
1944년, 경성. 정무총감은 30년간 석굴암의 아미타불 상의 이마에 박힌 동방의 빛을 찾고 있었다. 마침내 마의태자의 묘에서 동방의 빛을 발견하게 된다. 1년 후, 정무총감은 일본의 패전을 눈치채고 하루 빨리 동방의 빛을 본국으로 가지고 가기 위해 환송회를 펼친다. 이 때 오사카의 재벌가라는 가네무라라고 소개하는 경성 최고의 사기꾼, 봉구와 일본인 어머니와 조선인 아버지 사이에서 태어난 경성 최고의 여가수이자 최고의 도둑인 해당화인, 하루꼬라는 일본 이름을 가진 춘자가 동방의 빛을 얻으려 한다. 한편 동방의 빛이 사라지자 정무총감은 친일파이자 최측근인 헌병 중령 야마다 신조 중좌를 시켜 수사를 하게 한다.

## 캐스팅
- 박용우 - 오봉구(가네무라 준이치로)
- 이보영 - 춘자(하루꼬)
- 김수현 - 야마다 신조 중좌
- 김응수 - 정무총감
- 성동일 - 미네르빠 사장
- 조희봉 - 미네르빠 요리사
- 안길강 - 장천
- 김구택 - 경성 경찰서장 황춘덕(스지무라)
- 임형준 - 형사 오덕술 경부(하세가와)